# Nyakarazo
Nyakarazo är ett periodiskt vattendrag i Burundi.   Det ligger i provinsen Muyinga, i den nordöstra delen av landet, 120 km öster om huvudstaden Bujumbura.
I omgivningarna runt Nyakarazo växer huvudsakligen savannskog. Runt Nyakarazo är det ganska tätbefolkat, med 93 invånare per kvadratkilometer.